# Димовски, Иван
Иван Христов Димовски (Димовский) (7 июля 1934, Патрешко — 28 июля 2023) — болгарский математик. Профессор, член-корреспондент Болгарской академии наук.

## Биография
Родился 7 июля 1934 г. в селе Патрешко Ловечской области. Учился в начальной школе в селе Орешак и в гимназии в Трояне. Проявлял интерес к математике и в 1950/51 учебном году стал победителем первой национальной математической олимпиады.
Изучал математику на физико-математическом факультете Софийского университета (1952—1957), участвовал в работе математического кружка Ярослава Тагамлицкого, многие члены которого стали впоследствии известными математиками. В 1961/61 учебном году проходил специализацию в Московском государственном университете на кафедре теории эластичности.
Работал учителем в средней школе в Русе по распределению. Выиграл конкурс на замещение должности ассистента в Высшем институте машиностроеня, механизации и электрификации сельского хозяйства (ВИММЕСС) (1958). С конца 1959 года младший научный сотрудник секции аналитической механики Математического института БАН. С 1969 старший научный сотрудник секции комплексного анализа. После ухода на пенсию академика Л. Иванова с 1986 до 2004 года был руководителем секции.
В 1977 защитил докторскую диссертацию на тему «Конволюционный метод в операционном исчислении» без защиты кандидатской диссертации. Избран профессором Математического института БАН в 1982 году. С 1997 член-корреспондент Болгарской академии наук.
Преподавал в Софийском, Пловдивском, Шуменском университетах. В качестве приглашённого профессора читал лекции в Венгрии, СССР, ГДР, Польше, Испании, Югославии, Венесуэле, Кувейте и других странах.
Отмечен профессиональными наградами: в 1979 году наградой Софийского университета и Болгарской академии наук имени Н. Обрешкова, в 2004 году почётным знаком БАН имени Марина Дринова.

## Научный вклад
И. Димовски получил широкое международное признание как создатель нового научного направления в математическом анализе — конволюционного метода, который часто упоминается как метод Димовски. Разработал теорию конволюционных вычислений, ключевую роль в которой играет понятие конволюции линейного оператора, введённое Димовски в 1966 году и дающее возможность широкого обобщения операционного исчисления по Микусиньскому. Исследовал приложения конволюционного метода в математической физике, для функций Грина, в интегральных преобразованиях. Расширил и обобщил принцип Дюамеля. Ввёл наиболее общий класс бесселевых операторов для целого ряда, впоследствии названных гипербесселевыми операторами, исследовал гипербесселевы функции, дифференциальные уравнения и операторы преобразований для них, названные в специальной литературе преобразованиями Сонина — Димовски и Пуассона — Димовски.
Автор около 100 научных работ и монографии Convolutional Calculus («Конволюционные вычисления»), более 20 учебников для средней школы, около 40 научно-популярных публикаций. Перевёл на болгарский язык с французского, английского, немецкого и русского более 50 книг, а также 2 книги видных болгарских математиков — с болгарского на английский.
Подготовил 10 докторантов, из которых 3 получили профессорские звания, 4 хабилитированы. Председатель специализированного учёного совета по прикладной математике и механике в Высшей аттестационной комиссии (ВАК) (2005-2009).